# Blocksystem
Das Blocksystem beim Filmverleih war ein System, bei dem große Filmverleiher Kinos dazu nötigten, ihr ganzes Jahresprogramm an Filmen zu spielen. Daher stammt auch die Bezeichnung Blindbuchen, da die Kinobetreiber nicht wissen konnten, welche Filme sie im Laufe des Jahres zu spielen hatten. Das Blocksystem war eine der Methoden, mit denen sich die amerikanische Filmindustrie nach ihrer Eroberung des europäischen Filmmarkts ebendiesen langfristig absichern wollte.
Der Vorteil für den Verleiher war, dass er sich des Absatzes seiner Filme und somit seines Marktanteils sicher sein konnte. Diese zweifelhafte Geschäftspraxis wurde von den europäischen Staaten im Zuge ihrer Kontingentgesetze zum Schutz ihrer Filmwirtschaft Mitte der 1920er-Jahre verboten.

## Funktionsweise
Der Verleiher schließt mit dem Kinobesitzer einen Vertrag ab, bei dem dieser dem Bezug eines ganzen Jahresprogramms an Filmen vom Verleiher zustimmt. Der Verleiher wiederum versichert, die gewünschte Anzahl an Filmen – je nach Vertrag einen pro Woche oder mehr oder weniger – pünktlich zu liefern, inklusive aller „Kassenschlager“, also Blockbuster wie Ben Hur oder Die zehn Gebote. Der Kinobesitzer willigt ein, da der Verleiher droht, andernfalls keine Filme oder zumindest keine Blockbuster, an ihn zu liefern. Dieses Druckmittel war dann erfolgreich, wenn der Verleih für regelmäßige Blockbuster bekannt war. Da diese einem Kinobetreiber den größten Publikumszustrom bescherten, konnte er es sich nicht leisten, auf solche Filme zu verzichten, besonders dann, wenn andere Kinos diese Filme zeigen. Die Auswirkungen wären aufgrund der verlorenen Kundenbindung auch beim übrigen Filmprogramm des Kinos spürbar.
Beim Blocksystem bezog der Kinobesitzer also ein Jahresprogramm eines Filmverleihs – zumeist eines amerikanischen Filmkonzerns –, ohne die Filme vorher zu begutachten und über ihre Vorführung zu entscheiden.

## Geschichte
Erstmals eingeführt wurde das „Blockbuchen“ 1910 von der Motion Picture Patents Company (MPPC) in den USA. Die an der Ostküste im Raum New York ansässige MPPC wurde 1915 gemäß dem Sherman Antitrust Act für illegal erklärt. Die von ihr eingeführten Geschäftspraktiken wurden jedoch von den in Hollywood zu dieser Zeit entstandenen „unabhängigen“ Filmgesellschaften übernommen.

### Verbreitung und Anwendung
Während des Ersten Weltkrieges, der das bis dahin in der Filmwirtschaft weltweit dominierende Europa häufig behinderte, entstand in den USA eine konkurrenzfähige Filmindustrie. Diese drängte nach Kriegsende nach Europa und führte bereits am Heimmarkt erprobte Geschäftspraktiken wie das Blockbuchen ein. Dieses war Anfang der 1920er-Jahre in Europa weit verbreitet. Es wurde von den großen amerikanischen Filmkonzernen, die Produzent, Verleiher und Betreiber vieler großer Kinos zugleich waren, angewendet, um sich ihre Vormachtstellung auf dem europäischen Filmmarkt, die sie ab Beginn der 20er-Jahre rasch gewannen, langfristig abzusichern. Der Vorteil für sie war, dass auf diese Weise auch weniger zugkräftige Filme in die europäischen Kinos gebracht werden konnten, wodurch stets mit einem gewissen Mindestumsatz in Europa kalkuliert werden konnte. Neben dem Druckmittel der „Blockbuster-Verweigerung“ wurden als Lockmittel niedrigere Preise angewandt, wenn ein ganzes Jahresfilmprogramm bezogen wurde.

### Verbot
Da das Blocksystem für die ohnehin bereits stark angeschlagene europäische Filmwirtschaft (siehe Stummfilmgeschichte) eine weitere Erschwernis war, sich gegen die amerikanische Filmindustrie zu behaupten, wurden die europäischen Staaten rasch auf diese zweifelhafte Geschäftspraxis aufmerksam und verboten sie nach und nach.
In Deutschland wurde das Blocksystem mit Einführung des Kontingentgesetzes Anfang der 20er-Jahre verboten. Großbritannien folgte mit seinem Verbot im Sommer 1927 im Rahmen des Cinematographic Film Acts („Quotabill“).